# Trznadelek
Trznadelek (Schoeniclus pusillus) – gatunek małego wędrownego ptaka z rodziny trznadli (Emberizidae), występujący w Eurazji. W Polsce obserwowany sporadycznie. Nie jest zagrożony wyginięciem.

## Systematyka
Część systematyków zalicza trznadelka do rodzaju Emberiza. Jest to gatunek monotypowy.

## Charakterystyka
Wygląd zewnętrznyObie płcie ubarwione podobnie. Grzbiet jest ciemny, intensywnie kreskowany. Spód jasny z ciemnym kreskowaniem. Policzki rdzawe, z jasną obrączką oczną. Ma ciemne boczne paski ciemieniowe oraz czarny pasek otaczający pokrywy uszne przechodzący w niekompletny pasek policzkowy (niesięgający dzioba). Ze względu na podobieństwo, bywa mylony z potrzosem.
Rozmiarydługość ciała 12–13,5 cm, rozpiętość skrzydeł 20–22 cm
Masa ciała12–19,3 g
GłosGłos kontaktowy: cik, cit, śpiew: świergotliwy podobny do trznadla czubatego, motywy zmienne.

## Zasięg występowania
Gniazduje w północnej i północno-wschodniej Europie, północnej Azji i północno-wschodnich Chinach. Wędrowny (przeloty w V i w IX–X). Zimuje w subtropikalnych obszarach ciągnących się od północno-wschodnich Indii po południowe Chiny i Tajwan.

## Środowisko
Występuje w tundrze i tajdze w miejscach podmokłych i luźno zadrzewionych.

## Pożywienie
W okresie karmienia piskląt owady, w pozostałych sezonach nasiona.

## Lęgi

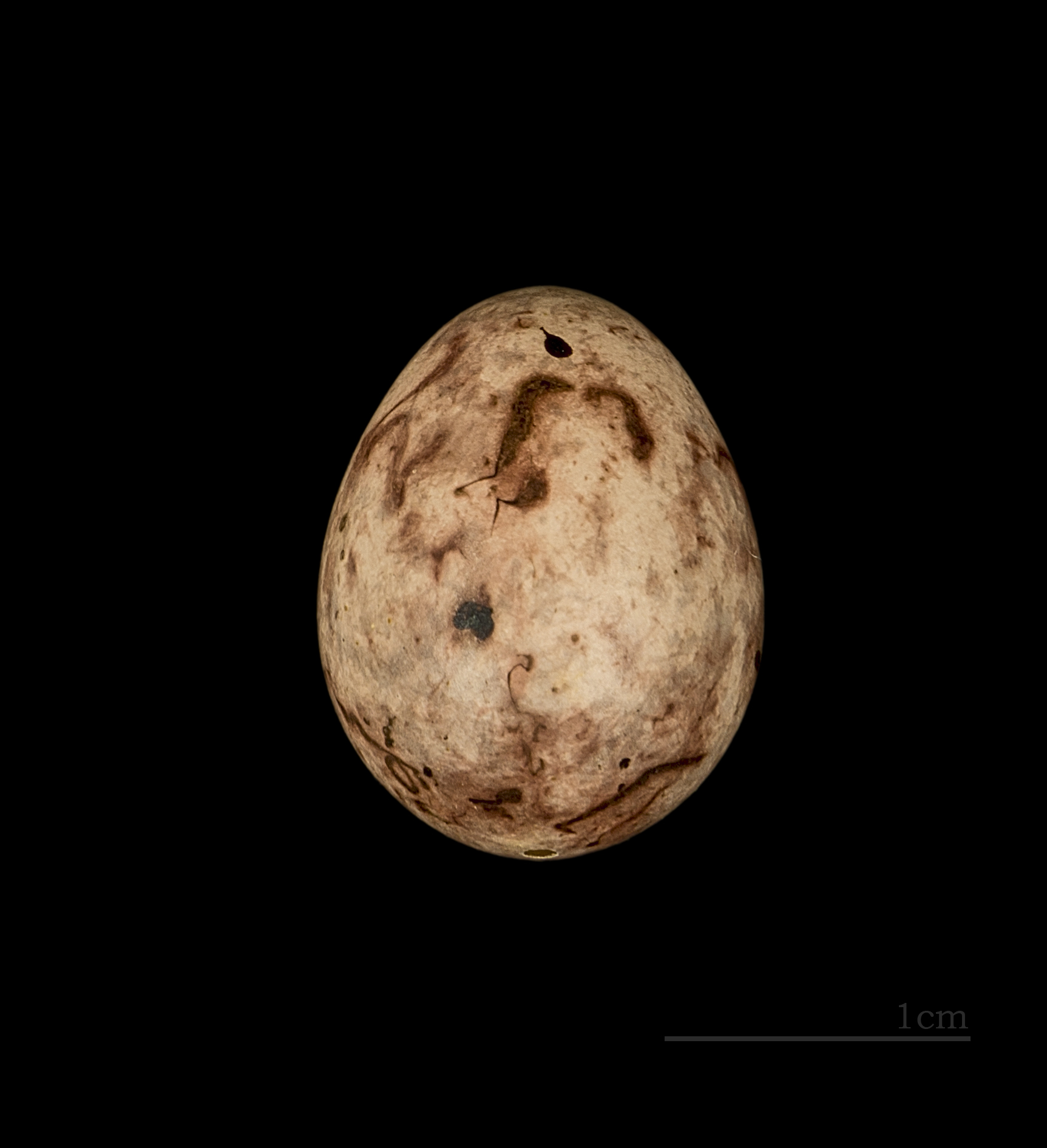
Jajo z kolekcji muzealnej

GniazdoNa ziemi ukryte wśród kęp trawy lub nisko na drzewie. Jego budową zajmuje się samica.
Jaja, pisklętaZwykle 4–6 jaj w lęgu. Inkubacja trwa 11–12 dni. Wysiadywaniem jaj i karmieniem piskląt zajmują się oboje rodzice. Młode są w pełni opierzone po 14–17 dniach od wyklucia.

## Status i ochrona
IUCN uznaje trznadelka za gatunek najmniejszej troski (LC, Least Concern) nieprzerwanie od 1988 roku. Liczebność światowej populacji, obliczona w oparciu o szacunki organizacji BirdLife International dla Europy na rok 2015, zawiera się w przedziale około 30–60 milionów dorosłych osobników. Ze względu na brak dowodów na spadki liczebności bądź istotne zagrożenia dla gatunku organizacja ta ocenia globalny trend liczebności populacji jako stabilny, trend populacji europejskiej nie jest znany.
W Polsce jest obserwowany bardzo rzadko. Do końca 2021 odnotowano 47 pewnych stwierdzeń (w sumie obserwowano 48 osobników). W 2020 miał miejsce najliczniejszy dotąd pojaw – odnotowano wówczas 9 stwierdzeń, w tym 6 w Helu. Tak jak prawie wszystkie wróblowe na terenie kraju gatunek ten jest objęty ścisłą ochroną gatunkową.